# Tell Me Where It Hurts
«Tell Me Where It Hurts» (en español: «Dime donde te duele») es el sencillo lanzado en 2007 por la banda de rock alternativo Garbage, primero el 9 de julio a través de una descarga digital de iTunes en Reino Unido, posteriormente el 16 de julio en forma de 7 pulgadas, sencillo en CD y DVD single (excepto Norteamérica), precediendo al primer álbum recopilatorio de la banda llamado Absolute Garbage. Sin embargo, no hubo lanzamiento norteamericano. El video musical dirigido por Sophie Muller se basa en la película del director español Luis Buñuel, Belle de jour (Bella de noche); haciendo Shirley Manson el papel de Séverine y el resto de la banda de clientes del burdel.
"Tell Me Where It Hurts" fue escrito después del parón temporal de la banda, que se volvió a reunir en un espectáculo benéfico organizado por el baterista Butch Vig.

## Lista de canciones
| Sencillo en 7" (A&E Records WEA424) |                                          |          |  |
| N.º                                 | Título                                   | Duración |  |
| 1.                                  | «Tell Me Where It Hurts»                 | 4:10     |  |
| 2.                                  | «Bad Boyfriend» (Sting Like A Bee Remix) | 5:03     |  |

| Sencillo en CD (A&E Records WEA424CD) |                          |          |  |
| N.º                                   | Título                   | Duración |  |
| 1.                                    | «Tell Me Where It Hurts» | 4:10     |  |
| 2.                                    | «Betcha»                 | 4:39     |  |

| DVD single (A&E Records WEA424DVD) |                                            |          |  |
| N.º                                | Título                                     | Duración |  |
| 1.                                 | «Tell Me Where It Hurts» (audio)           | 4:11     |  |
| 2.                                 | «Tell Me Where It Hurts» (video)           | 4:16     |  |
| 3.                                 | «Making of Tell Me Where It Hurts» (video) | 5:08     |  |

| Descarga digital |                                                 |          |  |
| N.º              | Título                                          | Duración |  |
| 1.               | «Tell Me Where It Hurts» (Guitars Up)           | 4:11     |  |
| 2.               | «Tell Me Where It Hurts» (Un Belle De Jour Mix) | 4:18     |  |

| Digital EP |                                 |          |  |
| N.º        | Título                          | Duración |  |
| 1.         | «Tell Me Where It Hurts»        | 4:12     |  |
| 2.         | «Bad Boyfriend» (Garbage Remix) | 5:03     |  |
| 3.         | «Betcha»                        | 4:39     |  |
| 4.         | «All The Good In This Life»     | 4:20     |  |

## Posicionamiento
| Lista (2007)                     | Posición |
| -------------------------------- | -------- |
| Bélgica (Ultratip valona)        | 24       |
| Escocia (Scottish Singles Chart) | 16       |
| Italia (FIMI)                    | 96       |
| Macedonia del Norte Top 30       | 1        |
| Reino Unido (UK Singles Chart)   | 50       |
| Rumanía Top 100                  | 80       |